# Gerhard Schaub
Gerhard Schaub (* 21. September 1938 in Kassel; † 4. Januar 2017 in Trier) war ein deutscher Germanist.

## Leben
Nach dem Abitur in Herford (1959) studierte er Germanistik und Anglistik in Heidelberg, Exeter und Hamburg. Nach der Promotion zum Dr. phil. an der Neuphilologischen Fakultät der Universität Heidelberg war er an der Universität Trier von 1970 bis 1975 Wissenschaftlicher Assistent am Fachbereich Sprach- und Literaturwissenschaften im Fach Germanistik und von 1975 bis 1981 Assistenzprofessor für Neuere deutsche Literaturwissenschaft. Nach der Habilitation 1980 war er von 1985 bis 2004 außerplanmäßiger Professor.

## Schriften (Auswahl)
- Le génie enfant. Die Kategorie des Kindlichen bei Clemens Brentano. Berlin 1973, ISBN 3-11-003814-5.
- Georg Büchner und die Schulrhetorik. Untersuchungen und Quellen zu seinen Schülerarbeiten. Bern 1975, ISBN 3-261-00972-1.
- Georg Büchner, Friedrich Ludwig Weidig: „Der hessische Landbote“. Texte, Materialien, Kommentar. München 1976, ISBN 3-446-12196-X.
- Hugo Ball, Kurt Schwitters. Studien zur literarischen Moderne. Würzburg 2012, ISBN 978-3-89913-888-7.